# Віленська операція
Віленська операція (нім. Schlacht bei Wilna) (9 серпня (22 серпня) — 19 вересня (2 жовтня) 1915) — оборонна операція військ 10-ї та 5-ї армій російської імператорської армії проти військ 8-ї та 10-ї армій Імперської армії Німеччини в районі Вільно (Вільнюса) на Східному фронті за часів Першої світової війни.

## Історія
22 серпня 1915 року після відходу російських військ з-під фортеці Ковно 10-та німецька армія з сильною кінною групою здійснила спробу продовжити наступ, прагнучи оточити російську 10-ту армію в районі Вільно. Але у затятих зустрічних боях, що розв'язались у районі Вільно, німецький наступ до 22 серпня застопорився і тоді німці зосередили в районі Свенцяни (на північ від Вільно) потужне кінне угруповання генерал Гарньє. 27 серпня кінна ударна група завдала удар на Молодечно (за 60 км на північний захід від Мінська), намагаючись з півночі вийти в тил 10-ї армії. 1 вересня, громлячи російські тили, німецька кавалерія захопила Вілейку, а потім Сморгонь. Передові кінні роз'їзди німців заглибилися на схід від Мінська і дійшли до річки Березини, в районі Борисова, де перерізали шосе Мінськ — Смоленськ. 3 вересня через загрозу оточення росіяни залишили Вільно.
Водночас і німцям розвинути успіх не вдалося. У Молодечно кіннота Гарньє зіткнулася з перекинутою в цей район 2-ю армією (генерал В. В. Смирнов), яка остаточно зупинила німецький наступ. Атакувавши німців у Молодечно, вона завдала їм поразки. Чи не підтримана своя піхота, німецька кіннота припинив рейд і почав поспішний відхід до Свенцян. Росіянам не вдалося перехопити дивізії Гарньє, і ті змогли проскочити назад до своїх. Той час тісно Гарньє 2-га армія Смирнова увійшли в зіткнення з 10-ю німецькою армією Ейхгорна.
У боях 10—18 вересня на річці Вілейці і біля озера Нароч російські війська відбили німецький натиск по всьому фронту, а на окремих ділянках навіть просунулися вперед. До 19 вересня фронт у цьому районі стабілізувався. Віленський бій закінчується Великим відступом 1915 року.
Виснаживши наступальні сили, незабаром обидві сторони на Східному фронті перейшли до позиційної війни. До 19 вересня (2 жовтня) 1915 року Свенцянський прорив був ліквідований і фронт стабілізувався на лінії озеро Дрисвяти — озеро Нароч — Сморгонь — Пінськ — Дубно — Тернопіль. Віленська операція (разом зі Свенцянським проривом) стала останньою операцією маневреного періоду війни на російсько-німецькому фронті.